# Патрісія (ураган)
Ураган Патрісія (англ. Hurricane Patricia) — найпотужніший тропічний циклон у світі за швидкістю вітру та другим за інтенсивністю із мінімальним  атмосферним тиском 872 мбар (гПа; 25,75 дюйма рт. ст.) після тайфуну Tіп 870 мбар. Патрісія переросла з тропічного шторму в ураган 5 категорії лише за 24 години — майже рекордна швидкість. 23 жовтня ураган досяг свого рекордного піку інтенсивності з максимальною стійкою швидкістю вітру 215 миль/год (345 км/год). Це зробило його найпотужнішим тропічним циклоном за всю історію спостережень у Західній півкулі та найсильнішим у всьому світі з точки зору однохвилинного максимального тривалого вітру.
Пізно ввечері 23 жовтня відбулося різке ослаблення, і Патрісія вийшла на сушу поблизу Куішмали, Халіско, зі швидкістю вітру 150 миль/год (240 км/год). Це зробило його найсильнішим тихоокеанським ураганом, що вийшов на сушу на той час, поки його не перевершив ураган Отіс у 2023 році. Патрісія продовжувала надзвичайно швидко слабшати, швидше, ніж посилювалася, оскільки взаємодіяла з гірською місцевістю Мексики. Протягом 24 годин після того, як вийшла на берег, Патрисія ослабла в тропічнц депресію та розвіялася незабаром після цього, пізно ввечері 24 жовтня.
Попередник урагану викликав широкомасштабні повені в Центральній Америці. Сотні тисяч людей безпосередньо постраждали від негоди, в основному в Гватемалі. Щонайменше шість смертельних випадків пов'язані з ураганом: чотири в Сальвадорі, один в Гватемалі та один в Нікарагуа. Проливні дощі поширилися на південний-схід Мексики, в районах Кінтана-Роо та Веракрус повідомлялося про накопичення понад 19,7 дюйма (500 мм). Збитки в Четумалі досягли 1,4 мільярда мексиканських доларів (85,3 мільйона доларів США).
Як тропічний циклон, наслідки від урагану в Мексиці були величезними; однак постраждалі райони були переважно сільськими, що зменшило кількість людей, які безпосередньо постраждали. Сильний вітер зривав дахи з будівель і позбавляв рослинності прибережні території. За попередніми оцінками, сотні будинків підлягають знищенню; сім смертельних випадків були прямо чи опосередковано пов'язані з ураганом, у тому числі один під час евакуації. Загальний збиток, завданий Патрісією, оцінюється щонайменше в 462,8 мільйона доларів США (2015 рік ); збиток лише в Мексиці оцінюється в понад 5,4 мільярда мексиканських доларів (325 мільйонів доларів США), причому більшість збитків припадає на сільське господарство та інфраструктуру. Повінь, частково пов’язана із залишками вологи з Патрисії, завдала 52,5 мільйонів доларів США збитків у Південному Техасі.

## Метеорологічна історія

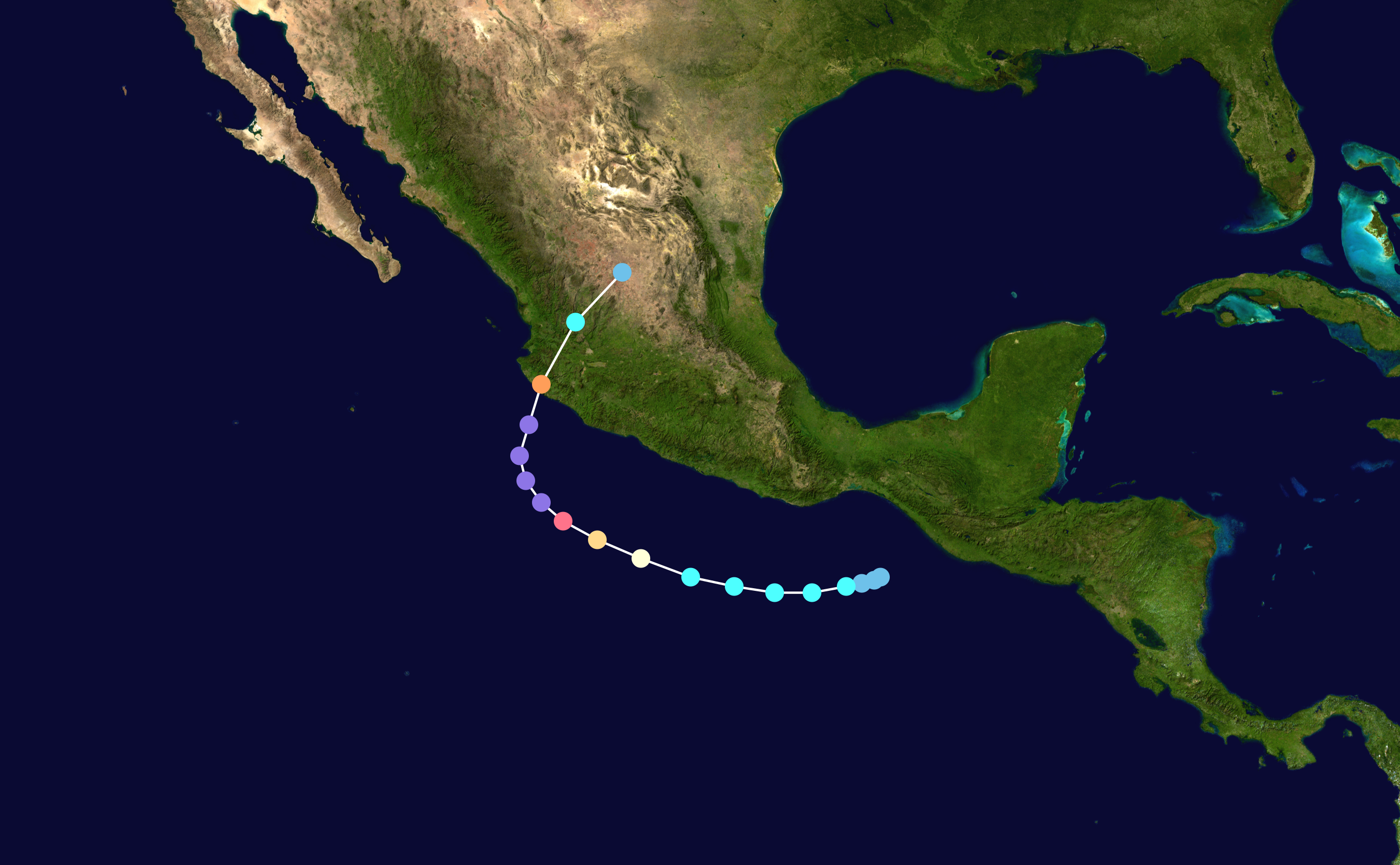
Карта шляху і інтенсивності Урагану Патрісія

## Рекорди
| Найпотужніші урагани Тихого океану | Найпотужніші урагани Тихого океану | Найпотужніші урагани Тихого океану | Найпотужніші урагани Тихого океану | Найпотужніші урагани Тихого океану |
|                                    | Ураган                             | Рік                                | Тиск                               | Тиск                               |
| гПа                                | Ураган                             | Рік                                | inHg                               |                                    |
| ---------------------------------- | ---------------------------------- | ---------------------------------- | ---------------------------------- | ---------------------------------- |
| 1                                  | Патрісія                           | 2015                               | 879                                | 25.96                              |
| 2                                  | Лінда                              | 1997                               | 902                                | 26.64                              |
| 3                                  | Рік                                | 2009                               | 906                                | 26.76                              |
| 4                                  | Кенна                              | 2002                               | 913                                | 26.96                              |
| 5                                  | Ава                                | 1973                               | 915                                | 27.02                              |
| 5                                  | Йоке                               | 2006                               | 915                                | 27.02                              |
| 7                                  | Марі                               | 2014                               | 918                                | 27.11                              |
| 7                                  | Оділ                               | 2014                               | 918                                | 27.11                              |
| 9                                  | Гільєрмо                           | 1997                               | 919                                | 27.14                              |
| 10                                 | Гілма                              | 1994                               | 920                                | 27.17                              |